# Hatrival
Hatrival (en wallon Atrivå) est une section et un village de la ville belge de Saint-Hubert située en Région wallonne dans la province de Luxembourg.
C'était une commune à part entière avant la fusion des communes de 1977.

## Évolution démographique
- Source: DGS, 1831 à 1970=recensements population, 1976= habitants au 31 décembre
- Pour 2011 et 2020 les chiffres donnés sont pour Hatrival (section) donc avec le village de Poix-Saint-Hubert.

## Histoire
Commune du département de Sambre-et-Meuse sous le régime français, elle fut transférée à la province de Luxembourg après 1839.
De 1881 à 1984, la gare d'Hatrival desservait la commune. Située au hameau de Pont-de-Libin, où plusieurs maisons et industries ont été construites près de la gare, elle est par la suite fermée au service des marchandises et le bâtiment des chemins de fer est démoli. En 1992, des wagons de marchandises se détachent et entrent en collision avec un second convoi de marchandises que les conducteurs évacuent juste à temps.

## Patrimoine et culture

### Patrimoine architectural

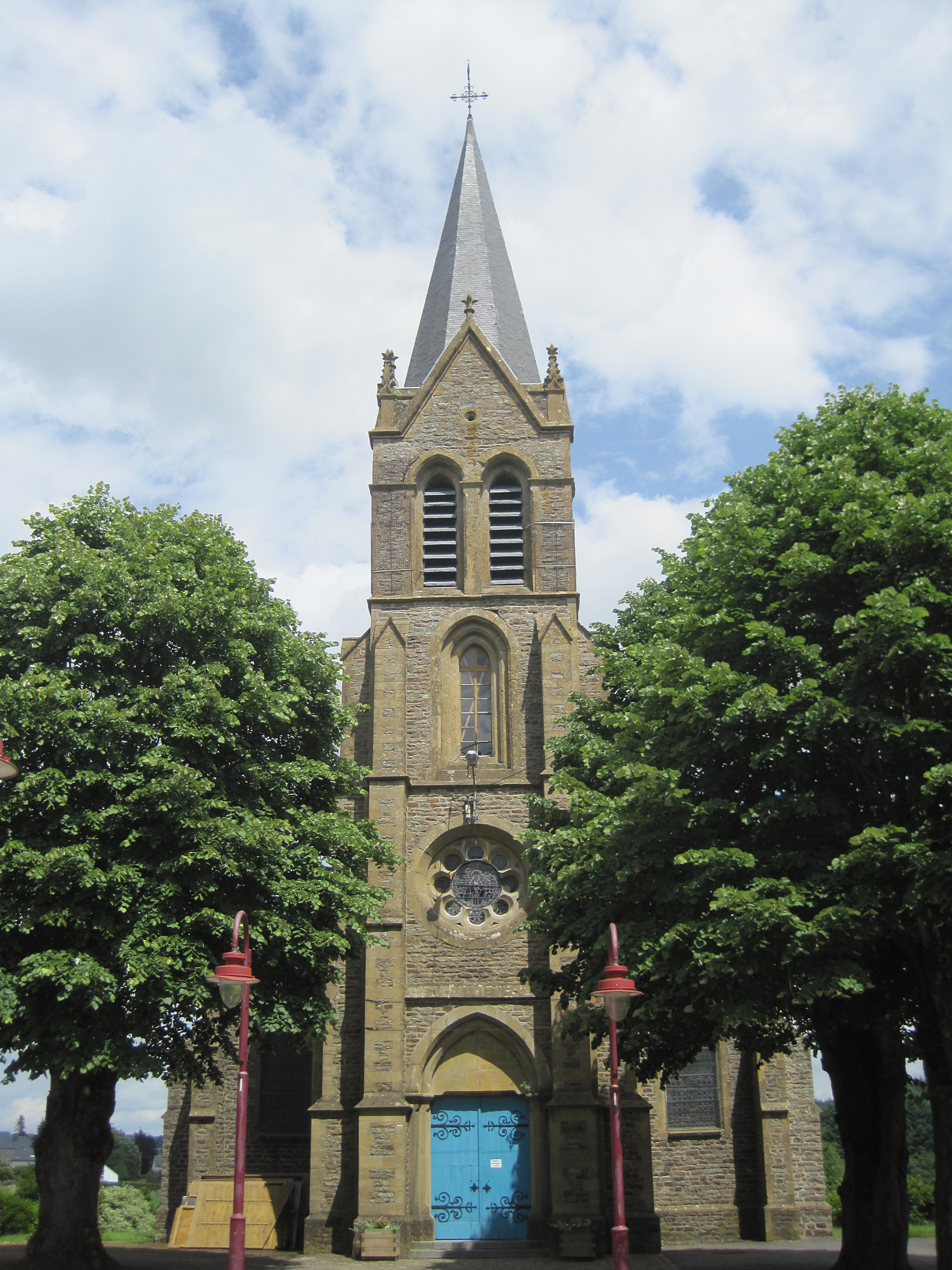
L'église Saint-Ursmer.

- Église Saint-Ursmer.  Édifice en moellons sous toiture d'ardoise de style néo-gothique construit en 1864 suivant les plans de l'architecte Adam.
- Chapelle Notre-Dame de Bonne Conduite.  Édifice daté de 1670 par gravure à la clé de l'entrée cintrée.

#### Monographies
- Duvosquel (Jean-Marie), Hatrival. La population en 1732 d'après le recensement du vicaire Jean-Otton Cardon, Saint-Hubert, 1991, 48 pages (Histoire d'un village d'Ardenne : Hatrival, fasc. 1)
- Duvosquel (Jean-Marie), Hatrival. Un incendie au village en 1773 : un témoignage sur la construction d'une maison rurale ardennaise au XVIIIe siècle, Saint-Hubert, 1993, 48 pages (Histoire d'un village d'Ardenne : Hatrival, fasc. 2)
- Duvosquel (Jean-Marie), Hatrival. Le site et les hommes au lendemain de la première guerre mondiale, Saint-Hubert, 2006, 304 pages (Histoire d'un village d'Ardenne : Hatrival, fasc. 3)

#### Articles
- Delepierre (Y.), "Guerre scolaire en Ardenne. 'L'affaire Valentin Perin', instituteur à Hatrival" in Saint-Hubert d'Ardenne, Cahiers d'Histoire, Tome IV, Saint-Hubert, 1980, pp. 243-268
- Émile Tandel, Les communes luxembourgeoises, t. VIb : Arrondissement de Neufchâteau, Arlon, Institut archéologique du Luxembourg, 1893, « Hatrival », p. 1062-1080.